# Carl Luthman
Carl Daniel Luthman, född 28 mars 1706 i Lund, död 12 januari 1768 i Arboga, var en svensk brukspatron.

## Biografi
Carl Luthman var son till domkyrkoinspektorn Olof Luthman. Han blev tidigt föräldralös och uppfostrades troligen av mormodern domprostinnan Helena Swebilia i Kalmar. 1728 erhöll han fullmakt av Göta hovrätt att verka som advokat och likvidationskommissarie samt började samma år verksamhet som sakföra vid tingen i Nora och Karlskoga bergslager. Genom giftermål med Clara Dahlström 1734 blev han delägare i Kortfors bruk, övertog dess skötsel och blev brukspatron. Luthman var en föregångsman inom svensk bergshantering, och under hand ledning utvecklades bruket avsevärt. 1736 köpte han Nya Älvshyttan i Karlskoga socken och på dess ägor upprättade han Karlsdals gård och bruk. Där uppfördes 1739 en ny hytta som helt var byggd i sten, del första i sitt slag i Värmland. Man framställde bland annat kulor och annan krigsmateriel för kronan samt kakelugnar och grytor. Luthman var dessutom 1739–1748 först delägare och sedan ensam ägare till Flerohopps bruk. Omkring 1756 flyttade han till Arboga men fortsatte att äga Karlsdal. Som utmärkelse för sina insatser inom bergshanteringen och jordbruket genom uppodlingen av mossmarkerna vid Karlsdal erhöll Luthman 1755 titeln överdirektör. Han var vid riksdagen 1765–1766 representant av borgarståndet för Arboga stad.